# Жоффруа де Мандевиль

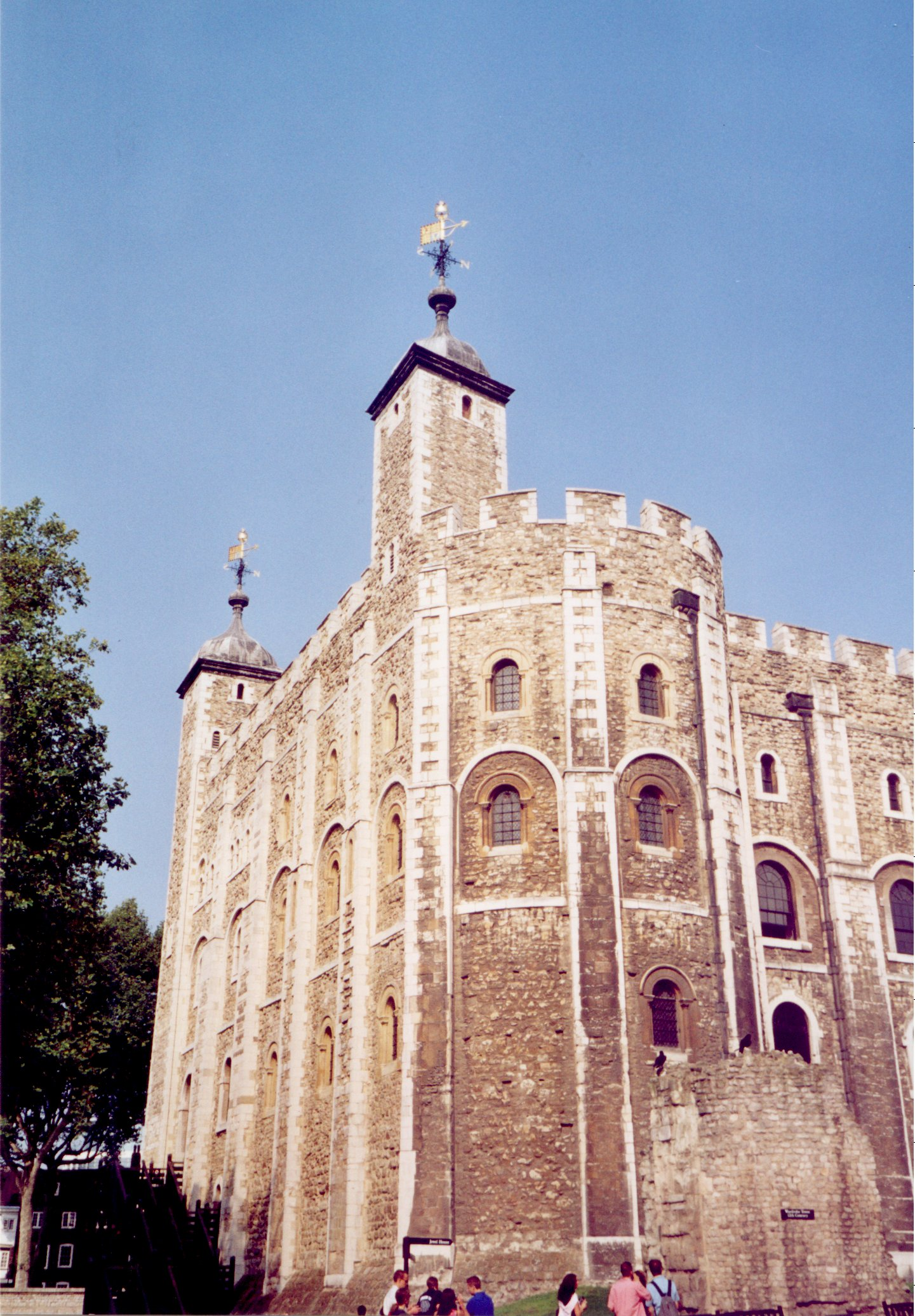
Белая башня Тауэра, построенная во время комендантства Жоффруа де Мандевиля

Жоффруа де Мандевиль (фр. Geoffrey de Mandeville; ум. около 1100) — нормандский рыцарь, участник завоевания Англии Вильгельмом Завоевателем. Участвовал в битве при Гастингсе. После получил обширные владения в Англии в 11 графствах, в основном в Эссексе, Мидлсексе и Хартфордшире, а также стал первым констеблем лондонского Тауэра. Кроме того, был шерифом Лондона и Миддлсекса, а также, возможно, шерифом Эссекса и Хартфордшира. Родоначальник рода Мандевилей, представители которого позже получили титул графа Эссекса.

## Биография
В отличие от других крупных земельных магнатов, которые происходили из известных континентальных родов, о предках Жоффруа ничего неизвестно. Нормандский поэт Вас называет Жоффруа просто «сеньором де Мандевиль» (лат. «li Sire de Maguevile»). Точную идентификацию места происхождения Мандевилей провести сложно, поскольку топонимов с названиями Manneville, Magna Villa и Magnevilla во Франции достаточно много. Высказывались разные предположения об идентификации места его происхождения. Среди возможных мест назывались Маньвиль около Валони (департамент Манш), Мандевиль в кантоне Тревьер (департамент Кальвадос), Кольмениль-Манвиль (департамент Приморская Сена), Тиль-Манфиль (департамент Приморская Сена). Отсутствие информации о происхождении или о карьере Жоффруа в Нормандии, вероятно, говорит о его достаточно скромном происхождении.
О биографии Жоффруа де Мандевиля также известно мало. Он принял участие в нормандском вторжении в Англию в 1066 году и отличился в битве при Гастингсе. Поэт Вас не сообщает о том, чтобы Жоффруа совершил какие-то особые подвиги, упоминает только о том, что тот оказал большую помощь в решающий битве. В качестве награды он получил от ставшего королём Вильгельма Завоевателя обширные владения в Англии. Согласно «Книге Страшного суда» в 1086 году Жоффруа владел 175 манорами в 11 английских графствах (Бакингемшир, Беркшир, Кембриджшир, Мидлсекс, Нортгемптоншир, Норфолк, Оксфордшир, Саффолк, Суррей, Хартфордшир, Эссекс). Самые крупные владения были сосредоточены в Эссексе, Мидлсексе и Хартфордшире. В 130 манорах Жоффруа был главным арендатором (то есть получил их непосредственно от короля), ещё 45 держал от других главных арендаторов. Эти владения приносили Жоффруа ежегодный доход в 740 фунтов, благодаря чему он входил в число наиболее крупных земельных магнатов Англии, занимая по доходам 11 место среди землевладельцев «класса А». Среди маноров Жоффруа важное место занимал Уолден в Эссексе, ставший при его потомках главной резиденцией.
Также Жоффруа занимал ряд должностей в королевстве. В частности, он стал первым констеблем построенного Вильгельмом Завоевателем лондонского Тауэра. Также он был шерифом Лондона и Миддлсекса, а также, возможно, шерифом Эссекса и Хартфордшира.
Других сведений о жизни Жоффруа почти не сохранилось. Он засвидетельствовал хартию Вильгельма Завоевателя, датированную 1070/1075 годами. Также Жоффруа построил замок Плеши, ставший центром одноимённой феодальной баронии.
Не позже 1086 года Жоффруа основал бенедиктинский монастырь Харли, подчинённый Вестминстерскому аббатству. Кроме того, он между 1087 и 1097 годами передал Вестминстерскому аббатству манор Эбери.

## Наследство
Год смерти Жоффруа неизвестен. Возможно, что он умер около 1100 года, поскольку в 1101 году констеблем Тауэра уже был его сын, Уильям де Мандевиль.
Жоффруа и его первая жена, Аделиза, были похоронены в Вестминстерском аббатстве, однако во время восстановления аббатства Генрихом III в 1245 году старый нормандский монастырь был снесён, поэтому захоронение не сохранилось.
Наследником Жоффруа стал его старший сын Уильям, который около 1103 года лишился должности констебля Тауэра, а часть его поместий были конфискованы. Только сыну Уильяма, Жоффруа II, около 1040 года удалось вернуть родовые владения, он также получил титул графа Эссекса.

## Браки и дети
1-я жена: Аделиза (Адела) (ум. до 1085). Дети:
- Уильям де Мандевиль (ум. между 1105 и 1116), констебль Тауэра в 1100—1105[6][13].
- Уолтер де Мандевиль из Брумфилда[13].
- Ричард де Мандевиль[13].
- Беатрис де Мандевиль; муж: с 1076/1085 Джеффри Фиц-Эсташ из Каршалтона (ум. после 1100), незаконнорожденный сын графа Эсташа II Булонского[13].

2-я жена: Лескелина. Детей от этого брака не было.